# Большая хоральная синагога (Рига)
Большая хоральная синагога в Риге находилась на улице Гоголя (ныне улица Эмилии Беньямин), 25 (на перекрестке с улицей Дзирнаву). К началу Второй мировой войны это была самая большая из более чем десяти рижских синагог.

## История
Построена в 1864—1871 годах. Авторы — архитектор П. Гарденак, архитектор-строитель Д. Ф. Крюгер.
В создании использовались различные архитектурные стили, это был период, когда в архитектуре господствовала эклектика, некоторые исследователи считают, что в постройке преобладали элементы неоренессанса.
Учитывая иудейские традиции, рядом с основным корпусом была построена ритуальная баня — миква.
Синагога славилась по всей Риге своими хорами и канторами. Нередко, чтобы их послушать, во время иудейских праздников в синагогу приходили горожане других вероисповеданий и атеисты.
4 июля 1941 года Большая хоральная синагога, как и все остальные рижские синагоги, (кроме Пейтав-шул которая оказалась единственной, избежавшей этой участи: поскольку здание находилось в Старом городе, существовала опасность, что огонь перебросится на соседние дома. В здании синагоги Пейтав-шул был устроен склад) была сожжена нацистами и их пособниками.
Акцию проводили латышские коллаборационисты из так называемой команды Арайса, при участии немецких военнослужащих.
Оккупационными властями было дано строгое указание рижским пожарным подразделениям только следить за тем, чтобы огонь не затронул соседние здания. Гасить пламя, охватившее всё сооружение, было запрещено.
В огне пожара погибло около 500 человек, находившихся в синагоге, в числе которых были беженцы из Литвы, прибывшие в Ригу из оккупированного немецкими войсками Шяуляя. Современные историки А.Эзергайлис и К.Кангерис оспаривают количество погибших, утверждая, что в синагоге почти никого не было.
В послевоенные годы на месте сгоревшей синагоги был разбит сквер.

## Мемориальный комплекс
В 1997 году на перекрёстке улиц Гоголя и Дзирнаву, на основе сохранившихся руин, был сооружён мемориал «Большая хоральная синагога». Автор проекта — архитектор Сергей Рыж (1947 г. р.), выпускник Свердловского архитектурного института. 
В 2007 году в сквере рядом с этим сооружением был открыт памятник Жанису Липке и другим жителям Риги, спасавшим людей во времена Холокоста.
Памятник представляет собой большую наклонную, будто бы падающую стену, грозящую уничтожить еврейский народ и подпирающие её пилоны, которые символизируют героев-спасителей. На вертикальных столбах начертаны имена всех латвийцев, кто во время Холокоста в Латвии, на свой страх и риск спасли от смерти свыше 400 человек.

## Галерея

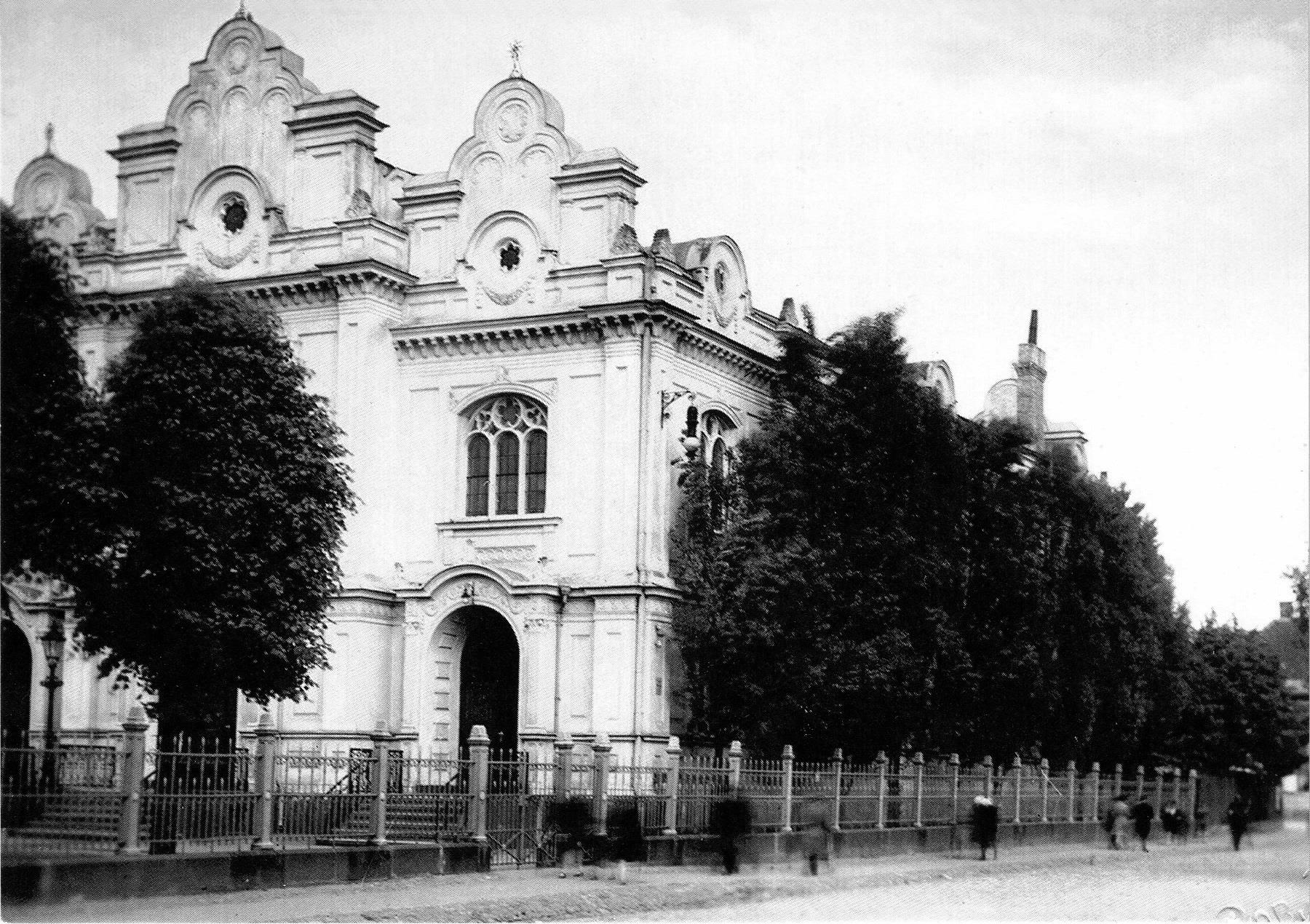
Фотография 1930-х годов
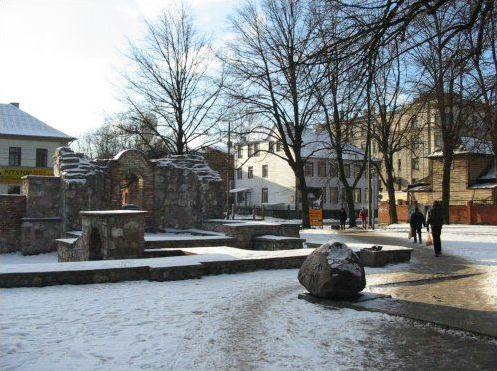
Рижский сквер. 2008 год
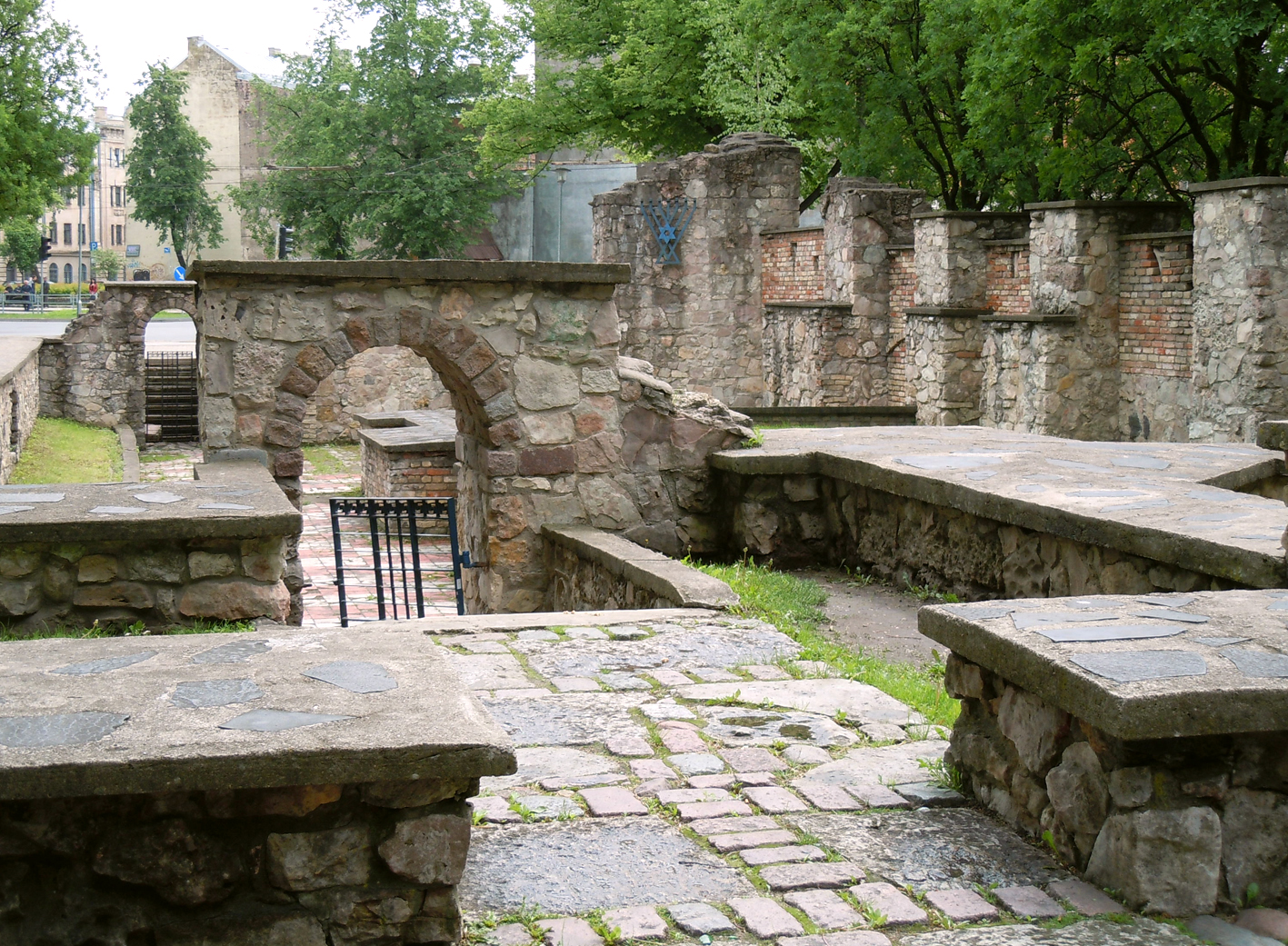
Фрагмент мемориала. 2013 год
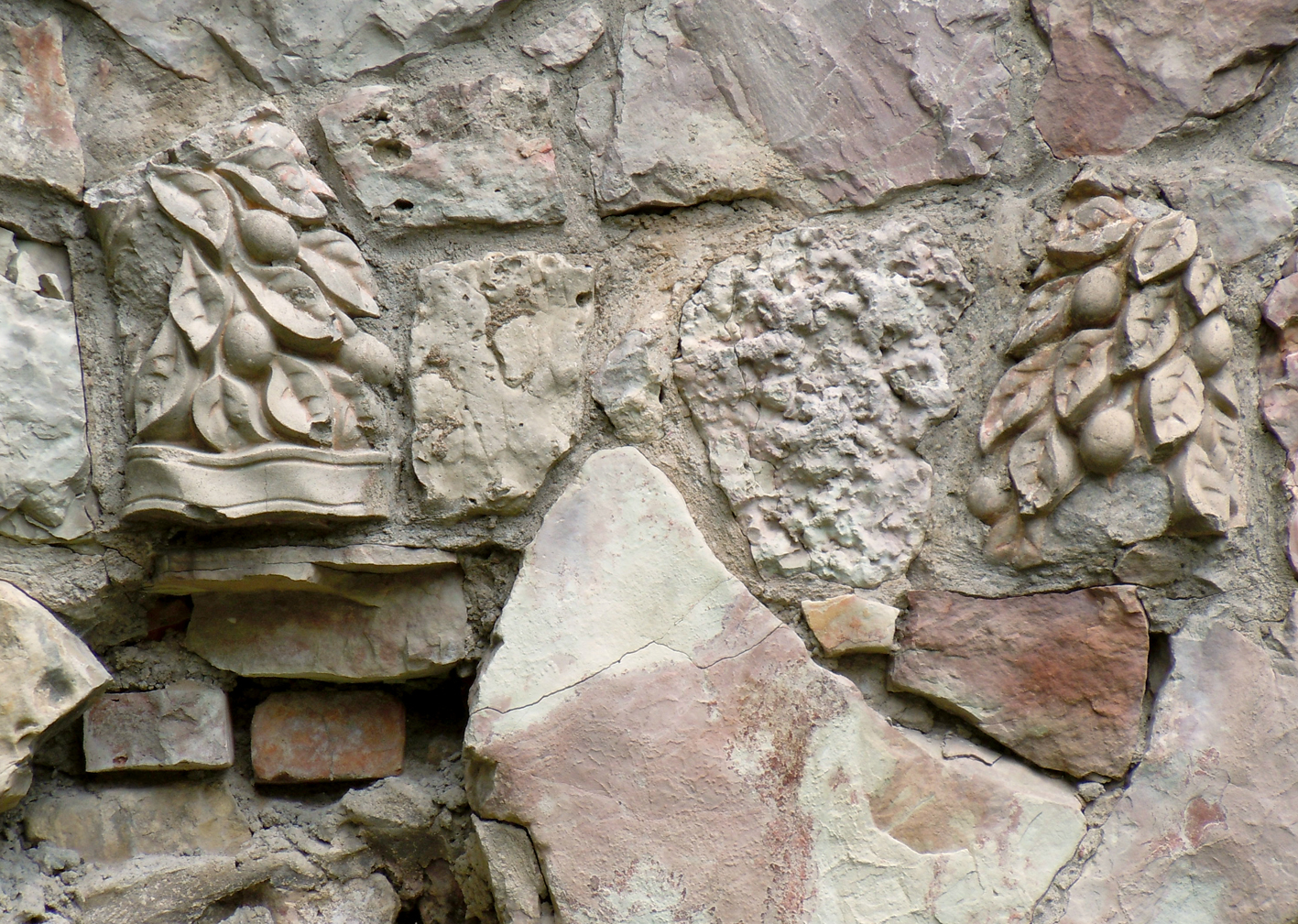
Сохранившиеся рельефы
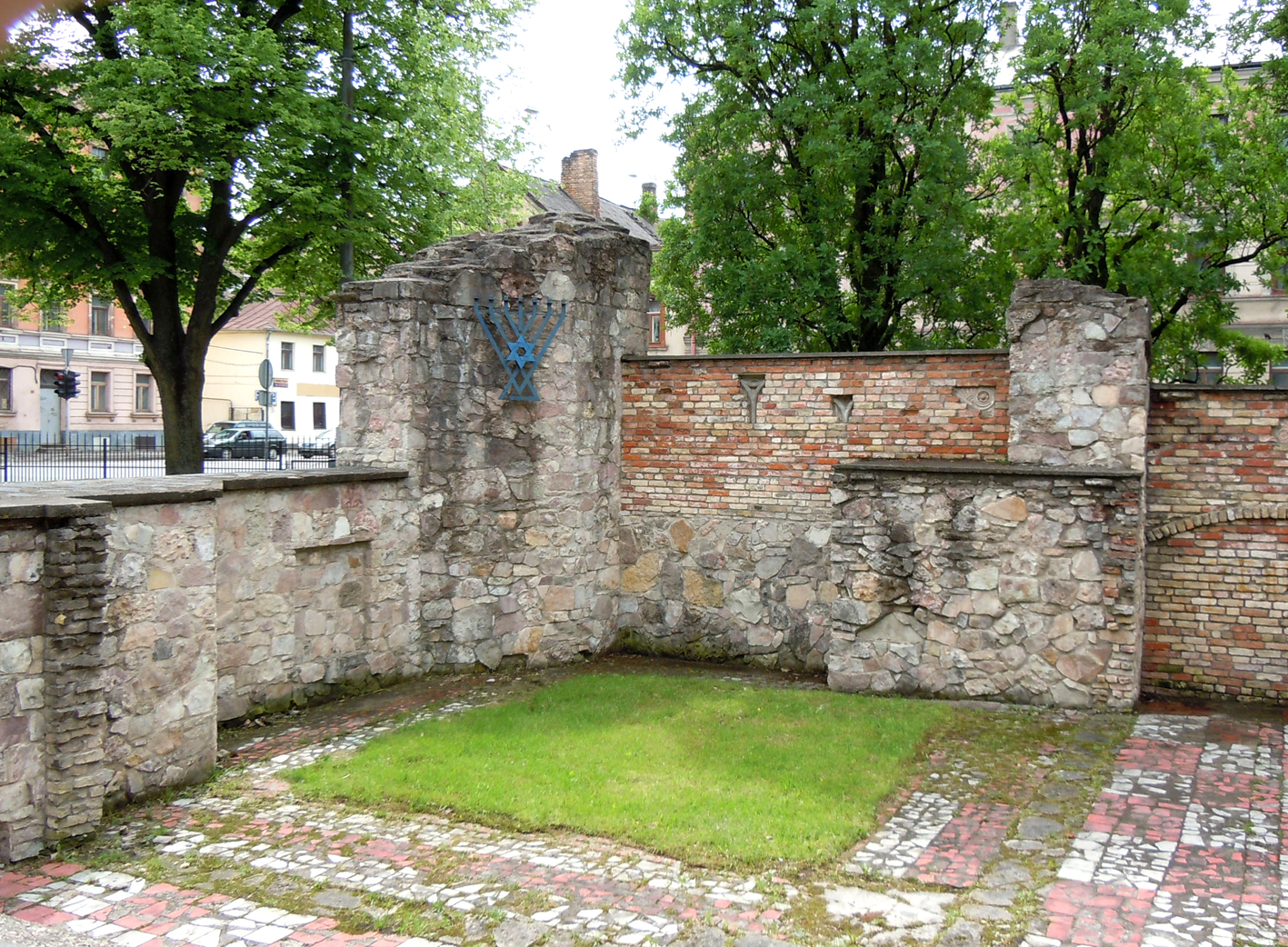
Фрагмент стены c менорой
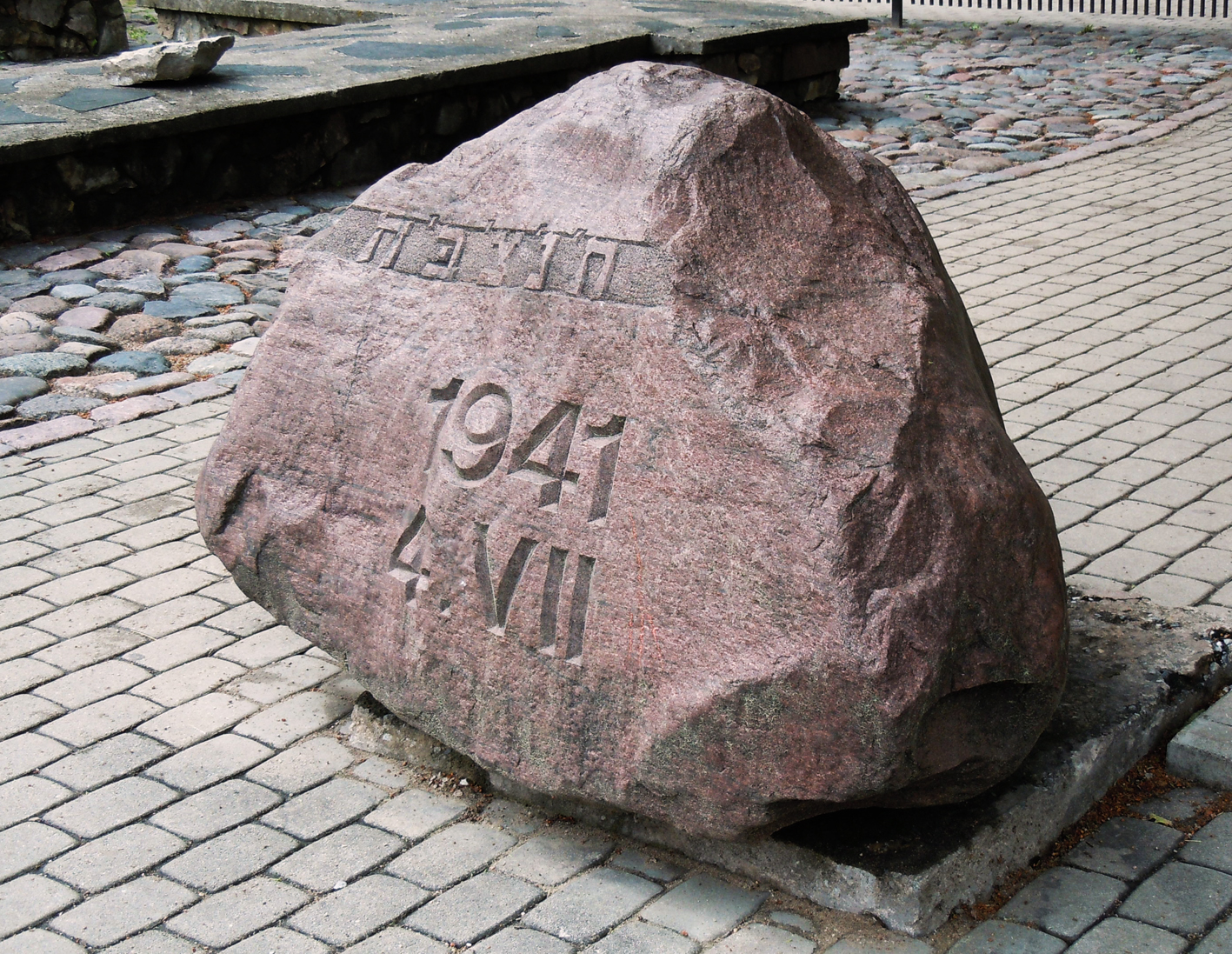
Памятный камень  «1941 4 VII»